# Tymmophorus gelidus
Tymmophorus gelidus là một loài tò vò trong họ Ichneumonidae.